# Catharina Charlotta Swedenmarck
Catharina Charlotta Swedenmarck, född 29 januari 1744 i Stockholm, död 1813 på Sundsbergs gård i Kyrkslätt, Finland, var en svensk-finsk författare, dramatiker och poet. Hon uppges vara den enda svenska kvinna under den gustavianska tiden som författade ett originalverk i dramatik: herdespelet Dianas fest från 1775. Johan Henric Kellgren kallade henne "Den finländska Sapfo". 
Catharina Charlotta Swedenmarck föddes i Stockholm. Hennes föräldrar är okända, men fadern uppges ha varit kamrer. Hon gifte sig första gången med löjtnant Carl Johan Hastfer, som dog 1771. Som änka råkade hon i ekonomiska svårigheter, men fick hjälp av hovmarskalken friherre Axel Gabriel Leijonhufvud att ordna sina affärer.  
Hennes första dikt publicerades i Tidningar Utgifne Af et Sällskap i Åbo 1771 och handlade om kung Adolf Fredriks bortgång tidigare samma år. 
Hon gifte sig 1773 med major Carl Fredrik Toll, som ägde tre herrgårdar i Nyland. Efter födseln av hennes första barn 1776 slutade hennes litterära produktion. Toll och Swedenmarck fick tillsammans fyra barn.  

## Verk
- Öfwer Högstsalige Hans Kongl. Maj:ts Konung Adolpf Friedrichs död. Tidningar utgifne af ett sällskap i Åbo 1771;
- Poëme, öfver Hans Kongl. Maj:ts Konung Gustaf III:s högsthugneliga kröning, d. 29 Maji 1772. Stockholm (1772);
- Skalde-Bref, I anledning af Hans Kongl. Maj:ts Kon. Gustaf III Höga Namns-Dag, d. 6 Jul. 1773. Samlaren 1773;
- Skalde-Qwäde, Öfwer Hans Maj:ts, Konung Gustaf:s Resa til Norrske Gränsen, uti Novemb. 1772. Samlaren 1774;
- Afsked af Sommaren. Qwäde. Samlaren 1775; Dianas fest. Herdaspel uti en Act. (manuskript) Kungliga Biblioteket, Stockholm.